# パンガコ・サヨ
『パンガコ・サヨ』（タガログ語: Pangako Sa 'Yo）は、フィリピンのテレビドラマ。ABS-CBNで2000年11月13日から2002年9月20日まで放送された。タイトルの意味は「あなたへの約束」。
主役はジェリコ・ロサレスとクリスティン・エルモサ。

## 元の2000年バージョン

### 登場人物
イナ・マカスパック / マリア・アモール・デ・ヘスス
演：クリスティン・エルモサ
アンヘロ・ブエナビスタ / ナサニエル・デ・ラ・メルセド
演：ジェリコ・ロサレス
アモール・デ・ヘスス / アモール・パワーズ
演：ユーラ・バルデス
マダム・クラウディア・ザラメダ
演：ジャン・ガルシア
エドゥアルド・ブエナビスタ
演：トントン・グティエレス
ルルデス・マグパンタイ
演：アミー・オーストリア
ディエゴ・ブエナビスタ
演：ジェストニ・アラルコン

## 2015年リメイク
元の2000年のテレビドラマの2015年のリメイクは、2016年5月25日から2016年2月12日まで同じネットワークで放送された。
同タイトルの2000年のオリジナルのテレビドラマのリメイク。主役はキャスリン・ベルナルドとダニエル・パディーヤ、ジョディ・サンタ・マリア、イアン・ヴェネラシオン、アンジェリカ・パンガニバン。

### 登場人物
イナ・マカスパック / マリア・アモール・デ・ヘスス
演：キャスリン・ベルナルド
アンヘロ・ブエナビスタ / ナサニエル・デ・ラ・メルセド
演：ダニエル・パディーヤ
アモール・デ・ヘスス / アモール・パワーズ
演：ジョディ・サンタ・マリア
ディエゴ・ブエナビスタ
演：イアン・ヴェネラシオン
クラウディア・サラメダ / グレタ・バルシャル
演：アンジェリカ・パンガニバン